# Wasser für Canitoga
Wasser für Canitoga ist ein deutscher Abenteuerfilm von Herbert Selpin aus dem Jahr 1939 mit Hans Albers in der Hauptrolle.

## Handlung
Im Frühjahr 1905 soll ein seit langem geplantes Wasserleitungsprojekt im kanadischen Canitoga zum erfolgreichen Ende gebracht werden. Immer wieder hatten in der Vergangenheit Sabotageakte die Fertigstellung verhindert. Ingenieur Captain Oliver Montstuart gibt den Befehl für die letzte Sprengung. Doch auch diesmal scheint jemand die Arbeiten mutwillig behindern zu wollen. Eine zu große Sprengladung sabotiert ein weiteres Mal den Weiterbau. Als Montstuart daraufhin den Vorarbeiter Westbrook zur Rede stellt, bedroht dieser ihn mit einem gezückten Messer. Oliver muss den Mann in Notwehr erschießen. In einem Moment der Kopflosigkeit entschließt sich der Ingenieur daraufhin augenblicklich zur Flucht.
Eines Tages kehrt der mittlerweile steckbrieflich Gesuchte wieder nach Canitoga zurück. Er nennt sich diesmal Nicholsen und stellt sich bei der Baustelle dem leitenden Ingenieur Ingram als neuer Mitarbeiter vor. Montstuart alias Nicholsen will jetzt endlich herausfinden, wer hinter den jahrelang verübten Sabotageakten steckt, die auch mit seiner Flucht nicht aufgehört haben. Er findet heraus, dass Ingram ein doppeltes Spiel spielt und die zerstörerischen Aktivitäten initiiert. Doch auch Ingram ist nicht untätig gewesen. Längst hat er Nicholsens wahre Identität herausgefunden. Er lässt Nicholsens Freund Reechy als Mitwisser erschießen und hetzt die Arbeiter gegen den unliebsamen Neuzugang auf.
Nicholsen kann die für ihn gefährlich werdende Lage wider Erwarten rasch entschärfen, zumal eine neue Katastrophe die Wasserleitung zu zerstören droht. Diesmal droht ein Leck das gesamte Bauprojekt zu zerstören. Unter Einsatz seines Lebens schließt Nicholsen es und verhindert damit eine drohende Explosion. Montstuart / Nicholsen kann schließlich mit letzter Kraft die Verschwörung Ingrams aufdecken. Von seinem Einsatz schwer gezeichnet, erreicht Oliver Montstuart seine Rehabilitierung und kann sein Lebenswerk, die Fertigstellung der Wasserleitung, vollenden. Dann stirbt er.

## Produktionsnotizen
Die Vorlage zu diesem Film war ein 1936 verfasstes Bühnenstück von G(eorg). Turner-Krebs. Hinter diesem Pseudonym verbarg sich der Schriftsteller Hans José Rehfisch. Die „wahre, jüdische Identität des mittlerweile im Dritten Reich verfemten und am 16. Juni 1939 offiziell ausgebürgerten Vorlage-Autoren dieser munteren Abenteuergeschichte wurde erwartungsgemäß verheimlicht.“
Die Dreharbeiten zu Wasser für Canitoga fanden zwischen Oktober 1938 und Februar 1939 statt. Drehorte waren Carrara in Italien und Rüdersdorf bei Berlin.
Mit Produktionskosten in Höhe von 1.385.000 Reichsmark war Wasser für Canitoga eine der teuersten Filmproduktionen des Deutschen Reichs in der Zeit des Nationalsozialismus.
Wasser für Canitoga wurde am 10. März 1939 in München uraufgeführt und erhielt das Prädikat „künstlerisch wertvoll“. Die Berliner Erstaufführung fand am 17. März 1939 im Ufa-Palast am Zoo statt. Der Film wurde für die Jugend ab 14 Jahren freigegeben.
Noch vor Kriegsausbruch 1939 wurde der Film auch in den Niederlanden, wo er ab April 1939 bis in das Jahr 1940 hinein ununterbrochen lief, und in Ungarn aufgeführt. Im Oktober 1940 fand Wasser für Canitoga seine Erstaufführung im deutsch besetzten Dänemark.
Der von Hans Albers vorgetragene Peter-Kreuder-Song Goodbye Johnny wurde ein veritabler Gassenhauer, einer der populärsten Filmschlager bis 1945 überhaupt. Aufgrund unverkennbarer Ähnlichkeiten der nachmaligen, von Hanns Eisler komponierten DDR-Nationalhymne mit den ersten Takten des Kreuder-Hits streute sein Schöpfer bereits in den 1950er Jahren den Vorwurf, die DDR und Eisler hätten sich des geistigen Diebstahls schuldig gemacht. Die Textzeilen zu Kreuders Goodbye Johnny schrieb Hans Fritz Beckmann.
Ludwig Reiber entwarf die Bauten, Willi Depenau und Artur Schwarz führten sie aus. Rudolf Pfenninger zeichnete für die filmtechnischen Tricks verantwortlich.

## Kritiken
In Der deutsche Film 1938–1945 ist zu lesen: „Wasser für Canitoga war ein typischer Hans-Albers-Film. Der ‚blonde Hans‘ kam diesmal kanadisch. Er verkörperte mit salopper Selbstironie (manchmal aber ein bißchen ‚zu theatralisch‘) ehrliches Tramp-Heldentum: Er opferte sich für eine gute Sache“.
Das Lexikon des Internationalen Films nannte Wasser für Canitoga einen „mitunter simpel-rührselige[n] Abenteuerfilm“.
Kay Wenigers Zwischen Bühne und Baracke befand, bei Wasser für Canitoga handele es sich, wie schon bei der unmittelbar zuvor entstandenen Selpin-Albers-Kooperation Sergeant Berry, „um turbulentes und bisweilen ironisches, stets aber spannendes Actionkino, das sich eindeutig an amerikanischen Vorbildern orientierte.“